# Sony Xperia J
Il Sony Xperia J è uno smartphone Android prodotto da Sony. Ha un display da 4" touchscreen, un processore single core da 1 GHz, una fotocamera posteriore da 5 megapixel, 512 MB di RAM, e 4 GB di memoria interna espandibile tramite microSD/HC. È disponibile in diversi colori tra cui nero, dorato, rosa e bianco. Sony ha aggiornato il dispositivo alla versione Android 4.1.2 il 7 marzo 2013, elencata come versione definitiva per questo dispositivo.